# Погроза вбивством
Погроза вбивством — кримінальне правопорушення, передбачене 129 статтею Кримінального кодексу.
Суб'єктом правопорушення є осудна особа, яка досягла 16 років. Об'єктом правопорушення є особиста безпека особи. Суспільна небезпечність кримінального правопорушення полягає в позбавленні особи здатності нормально працювати і відпочивати, непрямо впливаючи і на громадський порядок.
З об'єктивної сторони кримінальне правопорушення характеризується діями, які полягають у залякуванні особи тим, що винний позбавить її життя. Погроза зробити це може набувати будь-якої форми: усної, письмової, за допомогою міміки, жестів, демонстрації тощо. Крім того, погроза вбивством має сприйматися потерпілим як реальна і конкретна, тобто така, що може здійснитися. Реальність погрози з'ясовується в кожному конкретному випадку окремо з урахуванням різних чинників: форма, місце, час, обстановка вираження погрози, попередні стосунки винного з потерпілим тощо. Необхідною умовою є звернення погрози до конкретної особи, в тому числі через сторонніх осіб. Кримінальне правопорушення є закінченим із моменту доведення погрози до відома потерпілого.
Суб'єктивна сторона кримінального правопорушення характеризується прямим умислом. При цьому не мають значення реальні плани винного щодо вчинення вбивства. Залежно від мотиву кримінальне правопорушення має кваліфікуватися за частиною першою чи другою 129 статті.
Кваліфікуючими ознаками, що підсилюють відповідальність, є вчинення погрози членом організованої групи, що має усвідомлюватися як винним, так і потерпілим, а також вчинення погрози з мотивів расової, національної чи релігійної нетерпимості (елемент суб'єктивної сторони).
Відповідальністю за вчинення погрози вбивством є арешт терміном до шести місяців або обмеження волі строком до двох років. За вчинення злочину з кваліфікуючими ознаками покаранням є позбавлення волі на строк від трьох до п'яти років.
Посилену відповідальність за вчинення злочину з мотивів расової, національної чи релігійної нетерпимості було встановлено від 5 листопада 2009 року Законом України N 1707-VI.
Аналогічні злочини містяться в законодавстві інших країн, наприклад, Німеччини (§ 241 — «Погроза»), Російської Федерації (119 стаття КК), Білорусі (186 стаття КК), Казахстану (115 стаття КК) та інших. У багатьох країнах відповідальність за цей злочин передбачена разом із відповідальністю за погрозу завдати тяжких тілесних ушкоджень або погрозу вчинити інший злочин відносно особи.